# Podabrus masatoi
Podabrus masatoi là một loài bọ cánh cứng trong họ Cantharidae. Loài này được Takahashi miêu tả khoa học năm 1999.